# Kamov Ka-26

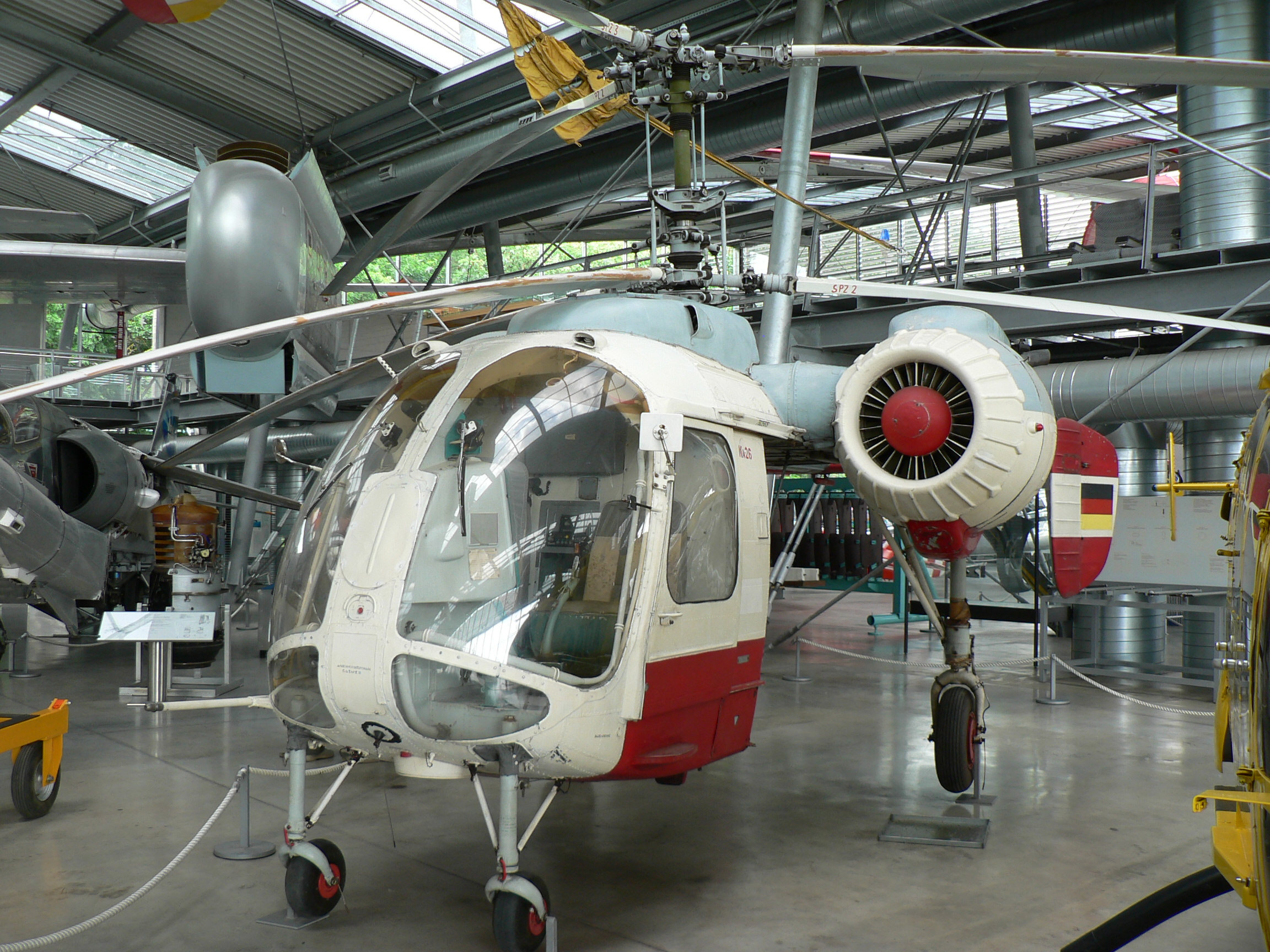
Kamov Ka-26 Hoodlum

De Ka-26 (Russisch: Ка-26) (NAVO-codenaam: Hoodlum) is een lichte Sovjet-Russische helikopter met coaxiale rotors, gebouwd door Kamov.
De romp van de Ka-26 bestaat uit een vaste bolvormige cockpit met de piloot en co-piloot plus een verwijderbare metalen container, verkrijgbaar in medevac-, passagiersvervoer- en sproeiversies. De helikopter kan zowel met, als zonder de container vliegen, waardoor het toestel erg flexibel inzetbaar is. De Ka-26 is klein en wendbaar genoeg om op een kleine platte vrachtauto te landen. 
De grootste zwakheid van de Ka-26 is de motor. Hij wordt aangedreven door twee 325 pk sterke Vedeneev M-14V-26-stermotoren gemonteerd in buitenboordse gondels. De verbrandingsmotor, hoewel beter reagerend dan moderne gasturbinemotoren, heeft relatief veel onderhoud nodig. De Ka-26 is ondergemotoriseerd met zijn twee stermotoren, vooral als hij gebruikt wordt voor het besproeien van gewassen, waarbij ze vaak overbeladen worden. Er bestaat geen enkele andere helikopter die vrijwel continu op 95% van het vermogen vliegt. Daardoor heeft de piloot weinig reserve in geval van een noodsituatie. Door de veelvuldige overbelading is de as die de motoren met elkaar verbindt onderhevig aan breuken, en hij heeft daarom regelmatig inspectie nodig. 
Het standaard instrumentenpaneel van de Ka-26 lijkt op die van de grotere maritieme Kamovs, en is daardoor te uitgebreid voor civiel en sproeigebruik. Het grote paneel in de cockpit bevat achttien instrumenten, en ontneemt een groot deel van het zicht naar beneden, cruciaal in het ontwijken van telefoon- en hoogspanningslijnen. Daarom wordt het paneel vaak vervangen door een kleiner paneel met slechts de zes belangrijkste instrumenten erop, voor beter zicht. 
Door de lage hoogte van de onderste rotor moeten passagiers en bemanning de helikopter van achteren naderen als de motoren lopen, anders lopen ze het risico om geraakt te worden. 

## Ontwikkeling
De Ka-26 kwam in 1966 in productie. Er zijn er 850 van gebouwd. De variant met enkele motor was de Ka-126. De met een gasturbine aangedreven variant, gebouwd onder licentie in Roemenië, kreeg de aanduiding Ka-226.

## Operationele geschiedenis
De Ka-26 werd in sommige Warschaupactlanden gebruikt door het leger, maar zijn lage kruissnelheid (150 km/h) beperkt zijn militaire gebruik. De coaxiale rotorplaatsing maakt de Ka-26 klein en beweegbaar en zorgt voor een ideale luchtstroom onder de helikopter voor het besproeien van gewassen. De Ka-26 wordt veel gebruikt in Hongarije op wijnboerderijen omdat meer conventionele helikopters  de wijngaard zouden vernielen.

## Varianten
- Ka-26 Hoodlum-A
- Ka-126 Hoodlum-B (Turbine aangedreven)
- Ka-128
- Ka-226